# Lilly (Georgia)
Lilly es un pueblo ubicado en el condado de Dooly en el estado estadounidense de Georgia. En el censo de 2000, su población era de 221.

## Demografía
En el 2000 la renta per cápita promedia del hogar era de $27,639, y el ingreso promedio para una familia era de $45,313. El ingreso per cápita para la localidad era de $10,969. Los hombres tenían un ingreso per cápita de $28,558 contra $25,000 para las mujeres.

## Geografía
Lilly se encuentra ubicado en las coordenadas 32°8′50″N 83°52′40″O / 32.14722, -83.87778 (32.147319, -83.877735).
Según la Oficina del Censo, la localidad tiene un área total de 1,6 km² (0,6 mi²), de la cual 1,6 km² (0,6 mi²) es tierra y 0 km² (0 mi²) (0.00%) es agua.